# Бёрхемштрассе (Бенрат)
Бёрхемштрассе (нем. Börchemstraße)  — улица в Дюссельдорфе (административный район Бенрат). Одна из самых оживлённых улиц, соединяющих центр города с Бенратом.

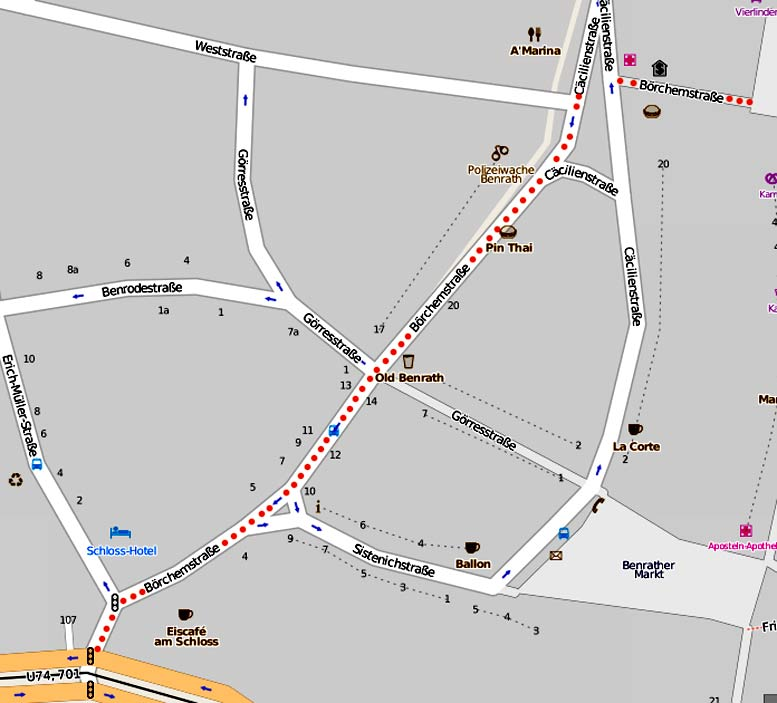
Карта улицы из OpenStreet

## Общие сведения
Улица Бёрхемштрассе протягивается на 450 метров с юго-запада на северо-восток (согласно нумерации домов) между улицами Бенратер Шлёссаллее (Benrather Schloßallee) и Хауптштрассе (Hauptstraße). На своей большей части это улица с односторонним движением (от Вестштрассе до Зистенихштрассе (Sistenichstraße)), загружена припаркованными автомобилями, между которыми с трудом проезжают автобусы. Почти посредине происходит пересечение с пешеходной улицей Гёррештрассе (Görrestraße). От Вестштрассе улица Бёрхемштрассе круто поворачивает на восток и на участке до Хауптштрассе входит в пешеходную зону Старого города.